# Conde da Ponte
Conde da Ponte foi um título criado por carta de 16 de Maio de 1661, do rei D. Afonso VI de Portugal, a favor de Francisco de Melo e Torres, o 1.º Marquês de Sande.
Tiveram residência em Alcântara, no Palácio dos Condes da Ponte.
Usaram o título
1. Francisco de Melo e Torres, 1.º Conde da Ponte, 1.º marquês de Sande;
2. Garcia de Melo e Torres, 2.º Conde da Ponte;
3. António José de Melo e Torres, 3.º Conde da Ponte;
4. Luís de Saldanha da Gama de Melo e Torres, 4.º Conde da Ponte;
5. Leonor Josefa Francisca Antónia de Saldanha, 5.ª Condessa da Ponte;
6. João de Saldanha da Gama de Melo e Torres Guedes de Brito, 6.º Conde da Ponte (irmão do 1.º Conde de Porto Santo);
7. Manuel de Saldanha da Gama e Torres Guedes de Brito, 7.º Conde da Ponte;
8. João de Saldanha da Gama, 8.º Conde da Ponte;
9. Manuel de Saldanha da Gama Ferrão de Castelo-Branco, 9.º Conde da Ponte.

Após a implementação da República e o fim do sistema nobiliárquico, tornaram-se pretendentes ao título Álvaro Ferrão de Castelo-Branco e, atualmente, Manuel Ferrão de Castelo Branco´.